# Liste der Naturdenkmale in Leibertingen
| Naturdenkmale | Anzahl |
| ------------- | ------ |
| FND           | 2      |
| END           | 7      |
| Gesamt        | 9      |

Die Liste der Naturdenkmale in Leibertingen nennt die verordneten Naturdenkmale (ND) der im baden-württembergischen Landkreis Sigmaringen liegenden Gemeinde Leibertingen. In Leibertingen gibt es insgesamt neun als Naturdenkmal geschützte Objekte, davon zwei flächenhafte Naturdenkmale (FND) und sieben Einzelgebilde-Naturdenkmale (END).
Stand: 1. November 2016.

## Flächenhafte Naturdenkmale (FND)
| Name                        | Bild | Kennung     | Einzelheiten | Position | Fläche Hektar | Datum         |
| --------------------------- | ---- | ----------- | ------------ | -------- | ------------- | ------------- |
| Felsengruppe „Hexenturm“    |      | 84370720011 | Leibertingen | ⊙        | 0,2           | 14. Sep. 1948 |
| Römerhöhle Unterwildenstein | BW   | 84370720012 | Leibertingen | ⊙        | 0,0           | 14. Sep. 1948 |
| Legende für Naturdenkmal    |      |             |              |          |               |               |

## Einzelgebilde (END)
| Name                          | Bild | Kennung     | Einzelheiten | Position | Fläche Hektar | Datum         |
| ----------------------------- | ---- | ----------- | ------------ | -------- | ------------- | ------------- |
| Bildeiche von St. Anna        | BW   | 84370720001 | Leibertingen | ⊙        | 0,0           | 21. Okt. 1939 |
| Eierhöhle                     | BW   | 84370720007 | Leibertingen | ⊙        | 0,0           | 30. Okt. 1987 |
| Friedenslinde von 1871        | BW   | 84370720000 | Leibertingen | ⊙        | 0,0           | 25. Apr. 1941 |
| Große Quelle in Hausen i. T.  | BW   | 84370050009 | Leibertingen | ⊙        | 0,0           | 16. Feb. 1943 |
| Makkaronihöhle                | BW   | 84370720006 | Leibertingen | ⊙        | 0,0           | 30. Okt. 1987 |
| Rotebrunnen-Höhle             |      | 84370720002 | Leibertingen | ⊙        | 0,0           | 30. Okt. 1987 |
| Schachthöhle am Teufelsdaumen | BW   | 84370720008 | Leibertingen | ⊙        | 0,0           | 30. Okt. 1987 |
| Legende für Naturdenkmal      |      |             |              |          |               |               |